# Kínai razbóra
A kínai razbóra (Pseudorasbora parva) a sugarasúszójú halak (Actinopterygii) osztályának pontyalakúak (Cypriniformes) rendjébe, ezen belül a pontyfélék (Cyprinidae) családjába tartozó faj. Az európai édesvizekben egyre gyakoribb ez a kisméretű halfaj. További elnevezése még a fűzfalevél-hal és a gyöngyös razbóra.
Gazdasági szempontból jelentéktelen, sőt inkább kárt okoz, hiszen tömeges jelenléte esetén az ivadéknevelő gazdaságokban a természetes táplálékot és a takarmányt is elfogyasztja, így csökkenti a haszonhalak gyarapodását.

## Előfordulása
A kínai razbóra Ázsiából származik, de Európába is betelepítették, ahol ma már inváziós fajnak számít. A halat először a romániai Dâmbovița megye Nucet nevű község tavacskáiba telepítették be. Ez az 1960-as években történt, de azóta a kínai razbóra a tavakból kiszabadulva már a Dunába is eljutott. Az első példánya alapján előfordulását 1963-ban jelezték a paksi tógazdaságból. Terjeszkedése megállíthatatlan folyamatnak tűnik, mert jó alkalmazkodó képességének köszönhetően napjainkra meghódította egész Európát és Magyarországon közönségessé vált.
A sebes hegyi patakok kivételével szinte mindenütt előfordulhat, így folyókban, holtágakban, tavakban, öntöző csatornákban, sőt még a szennyvizes csatornákban is. Élőhelyein, rajhalként tömegesen lehet találkozni ezzel a rendkívül igénytelen az oxigénhiányt és a vízszennyezést is jól tűrő fajjal. Kedvenc része a könnyen felmelegedő sekély állóvíz, mely gazdag vízi növényzetben és algásodik, hiszen itt könnyedén jut táplálékhoz.

### Hasonló fajok
A Magyarországon megtalálható halfajokkal nehéz összetéveszteni. Alakra azonban az amur (Ctenopharyngodon idella) ivadékokhoz hasonlít és tulajdonképpen ez a hasonlóság eredményezte, hogy Európába került, hiszen az amur és a busa honosításakor összekeveredtek az ivadékaik. Fölső állású szája miatt még a kurta bainggal lehetne összetéveszteni, de annak farkalatti úszója hosszabb. Hasonlít még hozzá a Hévízi-tóban megtalálható szúnyogirtó fogasponty, de ezek barnás színűek és farokúszójuk lekerekített.

## Megjelenése
Kis méretű halfaj, mely nem nő 10 centiméternél nagyobbra. Teste nyújtott, oldalról lapított és a faroknyél viszonylag magas. A nyúlánkabb fiatal egyedei miatt kapta a „fűzfalevél-hal” nevet. A kifejlett és jól táplált idősebb példányok kikerekedhetnek. Feje kicsi, szája felső állású, mely a kúpszerűen kihegyesedő fej csúcsán helyezkedik el. A pikkelyei jól fejlettek az oldalvonala mentén 34–38 darab helyezkedik el. A pikkelyek hátsó széle sötét árnyalatú, így azt a látszatot keltik, mintha a bőrből kidomborodnának. Hát- és farkalatti úszója domború szegélyű, és 7 illetve 6 elágazó sugár van bennük. Oldalukon egy sötétebb csík húzódik végig, a szemtől egészen a farkúszóig. Háti része sötétzöld, a hasi oldala pedig világosabb, sárgás színben játszik. A hímek általában sötétebb színűek, főleg a nász ideje alatt, amikor lilás-feketés színben pompáznak. A nászruhás hímeken fehér nászkiütések, dorozsmák is megjelennek. Éppen ezért még nevezik gyöngyös razbórának is a fajt.

## Életmódja
Fiatalabb korában a vízben lebegő algákkal táplálkozik. Felnőtt korában a vízben úszó és lebegő rovarlárvákat, a vízben lévő szerves anyagokat például a növényeken kialakuló élőbevonatot fogyasztja. Nem válogatós táplálék szempontjából, mindent elfogyaszt és azt tartják róla, hogy jelentős kárt okoz a más értékesebb halfajok ikráinak felfalásával.
A kínai razbóra veszélyt jelent több őshonos fajra például a szivárványos ökle (Rhodeus sericeus) vagy a kurta baing (Leucaspius delineatus) számára. A kurta baingra például azért mert a Sphaerothecum destruens élősködő hordozója. Ez az élősködő nem árt a kínai razbórának, viszont a kurta baingot meggátolja az ikrák lerakásában. A Sphaerothecum destruens-szal fertőzött kurta baing állományokban nagyobb a halálozási arány.

## Szaporodása
Ivarérettségét egyéves korára éri el és tavasztól egészen ősz végéig folyamatosan ikrázik. A hímek gondos apaként készítik elő a nászt. Ennek keretében kiválasztanak egy követ, kagylóhéjat, vagy más fenéken lévő keményebb tárgyat, melyen egy kis foltot megtisztogat az algáktól. A nőstény szemrevételezi a helyet és ha tetszik neki, akkor hajlandó a násztáncra. Ilyenkor a pár szorosan egymás mellett, egymással párhuzamosan lebeg a vízben, majd a testük egyszerre remegni kezd. Ezt elismétlik párszor, majd a nőstény a megtisztított rész fölé úszik és egy hirtelen mozdulattal, féloldalasan a folthoz súrolja testét, miközben egy ikra-láncot tapaszt a kőre. A hím követi őt, megismétli a nőstény mozgását és megtermékenyíti az ikrákat. Ezután a nőstény távozik, a hím pedig az ikrákkal marad és őrzi őket egészen az ivadékok kikeléséig. A lerakott ikra sárga színű, ovális alakú, 1,3-1,6 x 1,1-1,3 milliméter nagyságú és 50-560 darab közötti szemű. A hím kitartóan védelmezi a lerakott ikrákat a betolakodókkal szemben, védekező fegyverként fejét használja. Valószínűleg a hímek eredményének lehet elkönyvelni, hogy szaporodás szempontjából rendkívül sikeres a faj.

## Galéria
A képeken jól látható, hogy ez a kis méretű hal meghódította Európát.
|  |  |  |  |  |

### Internetes leírások a kínai razbóráról
- A faj adatlapja a FishBase oldalán. FishBase. (Hozzáférés: 2011. október 9.)
- A taxon adatlapja az ITIS adatbázisában. Integrated Taxonomic Information System. (Hozzáférés: 2011. október 9.)
- Pseudorasbora parva (angol nyelven). Encyclopedia of Life. (Hozzáférés: 2011. október 9.)
- Pseudorasbora parva (angol nyelven). uBio. (Hozzáférés: 2011. október 9.)
- La pseudorasbora, Pseudorasbora parva (Temminck & Schlegel, 1842) (olasz nyelven). ittiofauna.org. [2011. november 8-i dátummal az eredetiből archiválva]. (Hozzáférés: 2011. október 9.)
- Kottelat, M. and J. Freyhof, 2007. Handbook of European freshwater fishes. Publications Kottelat, Cornol and Freyhof, Berlin. 646 pp.